# Eurysthea magnifica
Eurysthea magnifica là một loài bọ cánh cứng trong họ Cerambycidae.